# Octavian Fieroiu
Octavian Fieroiu (n. 20 octombrie 1948) este un fost senator român în legislatura 1990-1992 ales în județul Vâlcea pe listele partidului FSN. În cadrul activității sale parlamentare, Octavian Fieroiu a fost membru în grupul parlamentar de prietenie cu Japonia. Octavian Fieroiu a demisionat din Parlament pe data de 13 februarie 1992.